# Conesville (Iowa)
Conesville è un comune degli Stati Uniti d'America, situato nello Stato dell'Iowa, nella contea di Muscatine.